# Liste der Bürgermeister von Passau
Diese Liste gibt einen Überblick über Bürgermeister der Stadt Passau.
Das Stadtrecht der fürstbischöflichen Stadt Passau wurde zwischen 1299 und 1803 durch den von Bernhard von Prambach verliehenen „Bernardinischen Stadtbrief“ geregelt. Nachdem 1368 die Bürgerrechte durch einen Schiedsspruch neu geregelt wurden, sind aus dieser Zeit folgende Bürgermeister namentlich überliefert. Die Schreibweise der Namen richtet sich im Folgenden nach der an der Ehrentafel im Alten Rathaus:
| Nr. | Name                   | Von  | Bis  |
| --- | ---------------------- | ---- | ---- |
| 1   | Hanns Hosmund          | 1368 | 1371 |
| 2   | Wernhard Setzer        | 1371 | 1378 |
| 3   | Friederich Chraft      | 1378 | 1389 |
| 4   | Ortlieb Westerburger   | 1389 | 1393 |
| 5   | Berichtold Vogel       | 1393 | 1398 |
| 6   | Gerhard Wenzel         | 1398 | 1398 |
| 7   | Ulrich Holtzhaymer     | 1398 | 1404 |
| 8   | Chunrat Waldherr       | 1404 | 1407 |
| 9   | Ander Gruner           | 1407 | 1414 |
| 10  | Peter Holtzhammer      | 1414 | 1420 |
| 11  | Stephan Chunstman      | 1420 | 1422 |
| 12  | Wernhard Vorster       | 1422 | 1427 |
| 13  | Andreas Knaw           | 1427 | 1430 |
| 14  | Stephan Hantschuster   | 1430 | 1432 |
| 15  | Ilsung Hauzenberger    | 1432 | 1434 |
| 16  | Stephan Aichhorn       | 1434 | 1436 |
| 17  | Andre Perleinsreuter   | 1436 | 1437 |
| 18  | Hanns Amelstorfer      | 1437 | 1440 |
| 19  | Peter Galsperger       | 1404 | 1445 |
| 20  | Peter von Pernau       | 1445 | 1454 |
| 21  | Jörg Stokhaymer        | 1454 | 1461 |
| 22  | Hieronymus Wendelstain | 1461 | 1464 |
| 23  | Sigmund Jägenreuter    | 1464 | 1466 |
| 24  | Hanns Oder             | 1466 | 1468 |
| 25  | Paul Singer            | 1468 | 1471 |
| 26  | Georg Stubmer          | 1471 | 1482 |
| 27  | Kasper Schönberger     | 1482 | 1485 |
| 28  | Hanns Jägenreuter      | 1485 | 1493 |
| 29  | Leonard Peugl          | 1495 | 1498 |
| 30  | Georg Schellnacher     | 1498 | 1511 |
| 31  | Melchior Perl          | 1511 | 1516 |
| 32  | Jakob Endl             | 1516 | 1517 |

| Nr. | Name                  | Von  | Bis  |
| --- | --------------------- | ---- | ---- |
| 33  | Wolfgang Pottenhofer  | 1517 | 1523 |
| 34  | Georg Schellner       | 1523 | 1525 |
| 35  | Lienhard Schmidhamer  | 1525 | 1530 |
| 36  | Sigmund Fuerholzer    | 1530 | 1535 |
| 37  | Hanns Stainhauff      | 1535 | 1543 |
| 38  | Leonhard Windisch     | 1543 | 1555 |
| 39  | Sigmund Stichenpockh  | 1555 | 1558 |
| 40  | Thomas Aigner         | 1558 | 1573 |
| 41  | Hanns Ployer          | 1573 | 1584 |
| 42  | Christoph Zinnteder   | 1584 | 1592 |
| 43  | Hanns Kappenpöckh     | 1592 | 1604 |
| 44  | Christoph Weber       | 1604 | 1614 |
| 45  | Stephan Fux           | 1614 | 1621 |
| 46  | Wilhelm Traxmann      | 1621 | 1625 |
| 47  | Hieronymus Peugl      | 1625 | 1636 |
| 48  | Wilhelm Trapman       | 1636 | 1641 |
| 49  | Carl Wolf             | 1641 | 1666 |
| 50  | Wilhelm Paumgartner   | 1666 | 1679 |
| 51  | Joseph Atzwanger      | 1679 | 1681 |
| 52  | Melchior Gastinger    | 1681 | 1683 |
| 53  | Paus Huß              | 1682 | 1700 |
| 54  | Reichard Wiser        | 1700 | 1703 |
| 55  | Georg Scheuchmann     | 1703 | 1710 |
| 56  | Joseph Pleyl          | 1710 | 1717 |
| 57  | Valentin Wackh        | 1717 | 1730 |
| 58  | Johann Baptist Schaky | 1730 | 1735 |
| 59  | Johann Georg Krempl   | 1735 | 1759 |
| 60  | Christian Reichard    | 1759 | 1776 |
| 61  | Mathias Mayr          | 1776 | 1780 |
| 62  | Johann Georg Helbling | 1780 | 1795 |
| 63  | Ignaz Lakner          | 1795 | 1797 |
| 64  | Joachim Jäger         | 1797 | 1803 |

## Bürgermeister der bayerischen Stadt Passau
Ab 1803 gilt für die Stadt Passau die jeweils gültige bayerische Gemeindeordnung.
| Nr. | Name                 | Von  | Bis  | Partei    | Anmerkung                                                                       |
| --- | -------------------- | ---- | ---- | --------- | ------------------------------------------------------------------------------- |
| 1   | Joachim Pummerer     | 1803 | 1806 | ---       |                                                                                 |
| 2   | Martin Widerer       | 1803 | 1818 | ---       |                                                                                 |
| 3   | Gottlieb Seidl       | 1818 | 1823 | ---       | rechtskundiger Bürgermeister                                                    |
| 4   | Joseph Unruh         | 1823 | 1846 | ---       | rechtskundiger Bürgermeister                                                    |
| 5   | Joseph Schweizer     | 1846 | 1850 | ---       | rechtskundiger Bürgermeister                                                    |
| 6   | Dominik Praßlsberger | 1850 | 1867 | ---       | rechtskundiger Bürgermeister                                                    |
| 7   | Paul von Stockbauer  | 1867 | 1894 | ---       | rechtskundiger Bürgermeister                                                    |
| 8   | Joseph Muggenthaler  | 1894 | 1919 | ---       | rechtskundiger Bürgermeister, Rücktritt 1917, bis 1919 kein neuer Bürgermeister |
| 9   | Carl Sittler         | 1919 | 1933 | parteilos | ab 1927 Oberbürgermeister                                                       |
| 10  | Max Moosbauer        | 1933 | 1945 | NSDAP     | ab 1935 Oberbürgermeister                                                       |
| 11  | Carl Sittler         | 1945 | 1945 | parteilos | Oberbürgermeister                                                               |
| 12  | Rudolf von Scholtz   | 1945 | 1946 | ?         | Oberbürgermeister                                                               |
| 13  | Alfred Lobinger      | 1946 | 1946 | CSU       | Oberbürgermeister                                                               |
| 14  | Heinz Wagner         | 1946 | 1948 | ?         | Oberbürgermeister                                                               |
| 15  | Hans Riedl           | 1948 | 1948 | CSU       | Oberbürgermeister                                                               |
| 16  | Stephan Billinger    | 1948 | 1964 | BP        | Oberbürgermeister                                                               |
| 17  | Emil Brichta         | 1964 | 1984 | CSU       | Oberbürgermeister                                                               |
| 18  | Hans Hösl            | 1984 | 1990 | CSU       | Oberbürgermeister                                                               |
| 19  | Willi Schmöller      | 1990 | 2002 | SPD       | Oberbürgermeister                                                               |
| 20  | Albert Zankl         | 2002 | 2008 | CSU       | Oberbürgermeister                                                               |
| 21  | Jürgen Dupper        | 2008 |      | SPD       | Oberbürgermeister                                                               |